# 南部皇后足球會
南部皇后足球會（英語：Queen of the South Football Club）是一支蘇格蘭職業足球會，在1919年於西南部的鄧弗里斯（Dumfries）成立。現時球會於蘇格蘭足球甲組聯賽作賽。
因鄧弗里斯的民俗，所以暱稱為「Doonhamers」，但通常會簡稱「皇后」，他們的主場位於泰歷高斯街（Terregles Street）的帕爾馬斯頓球場（Palmerston Park）。
球會曾奪得多個本土榮譽，有1950-51年的第二級聯賽冠軍，2001-02年的蘇格蘭乙組聯賽（第三級）、以及2002-03年的蘇格蘭聯賽挑戰杯。他們於最高組別聯賽的最佳成績是於1933-34年球季，奪得第四名。球會於最高級別盃賽中，於2007-08年蘇格蘭足總盃殺入決賽，最後以2:3敗給，獲得亞軍。

## 歷史

### 成立

舊標誌

1857年，詩人大衛·丹巴（David Dunbar）創作詩詞，替丹佛利斯改了名為「南部皇后」的外號。
1918年第一次世界大戰完結後不久，於丹佛利斯一次會議中議定由三家杜姆費利斯的球會合併，稱為「南部皇后足球會」，並於帕爾馬斯頓公園（Palmerston Park）作為主場球場，球會正式成立。
1919年，首場賽事於1919年8月16日對戰尼夫斯達爾流浪（Nithsdale Wanderers），賽和2:2。
球會的口號取自丹佛利斯本土的格言「A Lore Burne」，解作「到泥溪去」，古時當丹佛利斯遭到侵襲時，人們高叫到附近的沼澤躲避。
早期的成功（1919-21年）
球會有戴夫·夏里地（Dave Halliday，1919年加盟）以及曉治·加拉查（Hughie Gallacher，1921年加盟）領軍令球會的實力加強以及勢力開始擴大，加拉查於他首7場賽事共射入18球。
1921年，占美·麥堅尼爾（Jimmy McKinnell）和湯姆·威利（Tom Wylie）這兩名出色球員被賣到，同時一名出色球員伊恩·迪克遜（Ian Dickson）加盟後，協助球會以1,500英鎊購入帕爾馬斯頓公園球場（Palmerston Park）。
1923-24年球季，球會首次加入蘇格蘭聯賽，參加新成立最低級別的丙組聯賽，同年獲得季軍。1924年，簽入門將占美·哥柏蘭（Jimmy Coupland），處子登場時只有16歲。翌年獲得聯賽亞軍升班至乙組聯賽。1932年，哥柏蘭受傷，由約翰·史密夫（John Smith）代替，而兩名後員威利·沙維治（Willie Savage）和威利·卻拔（Willie Culbert）亦相繼加盟。
1933年，奪得聯賽亞軍，在加入蘇格蘭聯賽僅10年及兩度升級，終於晉級到最高級別的甲組聯賽。

### 1933至1966年參與最高級別聯賽
升上最高級別聯賽
「皇后」由1933年至1959年，除因大戰中斷及一個球季外，一直參加頂級的甲組聯賽，在當時雄霸一方，但18次到訪帕爾馬斯頓公園，只獲5勝3和，南部皇后取得10場勝仗。1959年於三連和後降班。
首次參加最高級別聯賽並取得第四名
效力車路士10年的球員威利·費格遜（Willie Ferguson）在1933/34年球季開始時加盟，首場頂級聯賽即以3:2擊敗些路迪，愛爾蘭射手羅利·甘明（Laurie Cumming）更一季射入24球，而阿當·艾倫（Adam 'Skull' Allan）以及本土翼鋒威利·安達臣（Willie Anderson）表現亦很好，最終取得歷來最佳的第四名。
1936年外訪及加阿爾及爾邀請賽
1935年佐治·麥拿倫（George McLachlan）成為球會領隊，在1936年5月帶領球會到歐洲大陸及北非的國家進行外訪友誼賽。旅程包括首次參與阿爾及爾四角邀請賽（阿爾及利亞當時為法國統治）)，該賽事在（阿爾及爾市立自行車競技場）（Stade-Velodrome Municipal d'Alger）舉行，而頭銜亦有所跨大，該四隊為：
- 南部皇后 - 蘇格蘭「超級」足球聯賽代表
- - 西班牙聯賽冠軍熱門
- 科連拿 -  馬耳他聯賽冠軍
- R.U.A. - 1935年北非冠軍。

南部皇后先以2:1擊敗主隊R.U.A.，決賽由當時西甲第四名的桑坦德對南部皇后，結果皇后最後憑諾利·希活（Norrie Haywood）的入球以1:0取勝奪冠。冠軍獎盃現時存放在南部皇后球會博物館。
1930年代末
1937年1月30日由沙維治出任隊長，威利·科達寧咸（Willie Fotheringham）把守球門，以及卻拔、艾倫、甘明、積奇·羅（Jackie Law）等球員亦在陣，球會於蘇格蘭足總盃以1:0擊敗給格流令對方於第一圈提早出局。同年，翼鋒積奇·奧基斯（Jackie Oakes）由狼隊加盟，1937/38年球季「皇后」首次作客伊布洛斯公園（Ibrox Park）擊敗，戰果3:2。而於1938年，柏·菲斯西蒙斯（Pat Fitzsimmons）由普雷斯頓加盟，而老麥堅尼爾（Jimmy McKinnell Senior）轉為擔任秘書兼領隊直至1946年才退休。南部皇后在1938/39年球季獲得第6名。
1939/40球季開始進行5場賽事因戰爭停止了，球會選擇參加西部地區聯賽（West League），這個聯賽於1939年10月21日開始。
1940年代
1940年西部聯賽隨格流之後以亞軍完成，球會再沒有參與任何聯賽直至1946/47年蘇格蘭聯賽恢復。
1947年，球員費利迪·真健士（Freddie Jenkins）加盟卻於1949年以破紀錄10,000英鎊轉投車路士。
1947/48年球會首次於一個球季內分別擊敗老字號。
1949年4月5日和英格蘭勁旅列斯聯友賽，约翰·查尔斯首次披上列斯聯戰衣，雙方打成0:0平手，吸引20,000觀眾入場觀賽。而其後再和祖雲達斯友賽，南部皇后的「五星」前線組合哥頓·史密夫（Gordon Smith）、博比·约翰斯通（Bobby Johnstone）、羅利·尼里（Lawrie Reilly）、艾迪·東布爾（Eddie Turnbull）以及威利·奥蒙德（Willie Ormond）首度露面，但還是輸0:2。
1949/50球季及蘇格蘭盃進程
南部皇后曾多次晉級蘇格蘭足總盃八強，但只有一次更進一步。1950年於八強對戰，首賽賽和3:3，於重賽以2:1擊敗鴨巴甸進入四強，要遇上格拉斯哥流浪，卻於首賽逼和1:1，於重賽大敗0:3出局，兩場比賽在格流基地格拉斯哥的「中立」球場咸普頓公園舉行。
1938/39至1962/63，球會共參加了在18次蘇格蘭盃賽事，其中6次進入八強，令球迷們最深刻的一次便是1962/63年一屆對，球會首兩場均逼和1:1，但在第二次重賽時卻慘敗0:4出局。
60年代初至中期
黑池名將佐治·法姆（George Farm）加盟，初球會升班及於1960/61球季殺入聯賽盃4強，後來更有名宿門將阿倫·波爾（Allan Ball）及伊恩·麥車斯尼（Ian McChesney）加盟。
1967年克尼斯入主
商人威利·克尼斯（Willie Harkness）入主球會，但因領導不當等問題，令球會一直至1994年的表現低落。

### 重建及重生，1994年到現在
重建的開始
新班主羅曼·布隆治（Norman Blount）入主令球會表現一直向上，1997年「皇后」首次晉級蘇格蘭聯賽挑戰杯決賽，但0-1負於。1999年在南部皇后主場帕爾馬斯頓公園取景拍攝的電影《A Shot at Glory》上映。同年11月朗尼·碧福特（Ronnie Bradford）出任新主席。1999/2000年球季，因咸美顿被扣15分，南部皇后才倖免降級到丙組聯賽。
升上甲組
於2000年7月約翰·哥朗利（John Connolly）成為領隊，2001/02球季隊長占·湯臣（Jim Thomson）表現出色，南部皇后獲得聯賽冠軍，終於重返甲組聯賽。翌年在蘇格蘭聯賽挑戰杯決賽2-0擊敗，奪得球會首項全國性盃賽冠軍。
2007/08球季殺入足總盃決賽
2008年3月8日，領隊切斯豪姆帶領球會於8強以2:0擊敗後，58年來首次殺入四強，於4月12日對戰蘇超聯球會，由史提夫·杜殊（Steve Tosh）、保羅·布恩斯（Paul Burns）、尚安·奧干諾（Sean O'Connor）以及約翰·史釗活（John Stewart）各入一球以4:3險勝，是歷來最多入球的準決賽，殺入決賽，南部皇后成立89年以來的首次蘇格蘭足總盃決賽。
決賽5月24日舉行，對戰疲憊不堪的，雖領先2:0，但其後卻被追和2:2並於加時被射入多一球以2:3輸球，但對於球會來說這場已是代表作。
2008/09參加歐協盃
因足總盃決賽對手格流已取得歐聯參賽資格，南部皇后足球會可以足總盃亞軍之名參加歐洲足協盃次圈外圍賽，於8月1日抽籤，首回合於8月14日及次回合於8月28日舉行。
因歐洲足球協會規條的限制，帕爾馬斯頓公園只有約3,500個坐席可供球迷入座，需借同級球會艾迪爾聯（Airdrie United）可容10,000人的精英球場（Excelsior Stadium）比賽。8月14日首回合主場僅負1-2，兩週後的次回合作客，雖然開賽僅兩分鐘即先入球將比數扳成平手，最終仍以1-2落敗，兩回合累計2-4被丹麥對手洛斯查蘭特（Nordsjælland）淘汰出局。

## 榮譽
本土聯賽 
- 蘇格蘭乙組聯賽（第二組別） - 冠軍 1950/51年, 2001/02年; 亞軍 - 1932/33年, 1961/62年, 1974/75年, 1980/81年, 1985/86年；
- 蘇格蘭丙組聯賽（第三組別） - 亞軍 1924/25年；

木土盃賽 
- 蘇格蘭聯賽挑戰杯 - 冠軍 2002/03年, 亞軍 1997/98年, 四強 1991/92年；
- 蘇格蘭資格賽盃 - 冠軍 1923/24年；
- 蘇格蘭足總盃 - 亞軍 2007/08年, 四強 1949/50年；
- 蘇格蘭聯賽盃 - 四強 1950/51年, 1960/61年；
- B.P.青年盃 亞軍- 1985/86年；

## 曾任領隊
| - 球會幹部成員 (1919-1921) - 祖·多特斯 (P/C) (1922-1923) - 委員會董事 (1924-1927) - 阿歷斯·胡禮 (1928-1931) - 委員會董事 (1932-1934) - 佐治·麥拿倫 (1935-1937) - 威利·費格遜 (1937-1938) - 大占美·麥肯尼爾 (1938-1946) - 小占美·麥肯尼爾 (1946-1961) - 佐治·法姆 (1961-1964) - 委員會董事 (1964-1965) - 卜比·舒利亞 (P/C) (1965-1966) - 積奇·克斯本 (1967-1968) - 委員會董事 (1968-1970) - 哈羅德·戴維斯 (1970-1971) | - 占·伊斯頓 (P/C) (1971-1973) - 威利·麥連 (1973-1975) - 米克·積遜 (1975-1978) - 威廉·亨打 (1978-1979) - 比利·列圖 (1979-1980) - 佐治·靴特 (1980-1981) - 哈利·豪特 (1981-1982) - 杜魯·畢士比 (P/M) (1982-1984) - 諾比·克拉克 (1984-1986) - 米克·積遜 (1986-1987) - 大衛·威爾遜 (1987-1989) - 比利·麥卡倫 (1989-1990) - 法蘭克·麥加維 (P/M) (1990-1991) - 艾利·麥里奧特 (1991-1992) - 迪里克·費耶 (P/C) (1992-1993) | - 比利·麥卡倫1 (1993-1996) - 路雲·阿歷山大 及 Mark Shanks (1996-1999) - 佐治·路維 及 肯·伊迪 (1999-2000) - 約翰·哥朗尼 (2000-2004) - 伊恩·史葛 (2004-2005) - 伊恩·麥卡爾 (2005-2007) - 哥頓·伊斯豪姆 (2007-2010) - 堅尼·布蘭尼根 (2010-現在) |

* P/C = 球員兼教練    P/M = 球員兼領隊
1 第二度出任

## 著名球員
- 戴夫·夏利地(1919)－首位著名球員，曾效力新特蘭、阿仙奴、曼城等英超球會，1919年代表球會於非聯賽18場射入13球。
- 伊恩·迪克遜(1921)－為球會83場射入39球，轉會維拉後成為神射手於1921/22球季射入28球。
- 曉治·加拉查(1920)－曾代表球會7場射入18球。
- 佐治·咸美頓(1937)－曾代表蘇格蘭出戰1954年世界盃5場入4球。
- 比利·侯利斯頓(1948)－曾代表國家隊3次上陣，曾以3:1擊敗英格蘭及2:0擊敗法國。
- 萊·亨達臣(1946)－曾6次代表國家隊上陣。
- 占·柏達臣(1953)－效力球會14年，曾1次代表國家隊上陣。
- 占美·賓寧(1951)－7年代表球會上陣288場。
- 卜比·布力(1952)－代表球會346次共射入120球。
- 艾禾·布羅迪斯(1959) －最著名非蘇格蘭球員，1954年世界盃代表英格蘭出戰3場，對戰比利時取得2個入球。
- 佐治·法姆(1960)－曾帶領球會取得2次足總盃冠軍以及於1968/69球季殺入歐洲足協優勝者盃4強。
- 尼爾·馬田(1961)－上陣78場射入44球。
- 泰特·麥明(1982)－於加盟前曾效力蘇格蘭、西班牙和英格蘭的著名球會。
- 伯尼·斯拉芬(1983)－曾為布力般流浪上陣42場射入27球，及為米杜士堡上陣381場射入146球。
- 查美·麥阿里斯達(1996)－曾效力鴨巴甸、利雲斯頓及赫斯，後轉戰英超布里斯托城、為球會取得第二名。
- 安迪·高林(2002)－前格流門將，為球季取得蘇格蘭挑戰盃。
- 羅比·尼爾遜(2002)－曾帶領赫斯取得挑戰盃，現時仍效力球會。

## 知名球迷
以下明星是南部皇后的球迷：
- 高球手安德魯·確特[12]
- STV報導員史提芬·渣甸[13]（前球會主席比爾·渣甸的兒子）[14]
- 蘇格蘭冠軍練馬師連·倫高[13]
- 音樂人比爾·杜魯門[15]於1986年出版的唱片 《The Man》第6首歌名為「南部皇后」
- 蘇格蘭國腳巴利·尼古臣擁護家鄉球隊，但他未曾代表皇后出賽[16]。
- 荷李活演員及出品人 羅拔·杜維 曾以傳真表示支持皇后於蘇格蘭足總盃決賽取勝格流[17]。

## 球會紀錄
最多上陣紀錄：

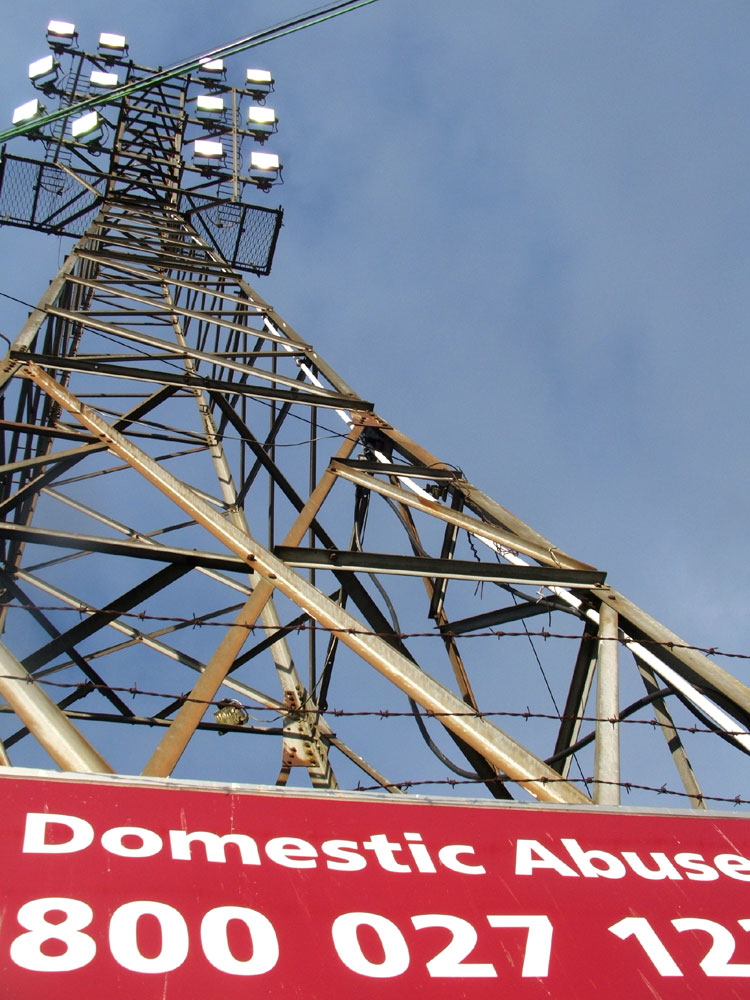
帕爾馬斯頓公園其中一座破紀錄的泛光燈燈塔

1. 阿倫波爾 - 731，由1963至1982年（819 包括挑戰盃，友賽等等）。
2. 伊恩·麥車斯尼 - 587
3. 占·柏達臣 - 462
4. 積奇·奧基斯 - 453
5. 杜基·沙柏 - 426
6. 占·卻爾 - 398
7. 占美·羅拔臣 - 378
8. 萊·亨達臣 - 371
9. 威利·沙維治 - 369
10. 阿倫·大衛遜 - 346

最長效力：
- 伊恩·麥車斯尼 - 1960至1981年（587次上陣並射入79球）

最多入球：
1. 占·柏達臣 - 由1949-63年上陣462場，射入251球，包括11次帽子戲法。
2. 卜比·布力 - 120球
3. 安迪·湯臣 - 114球

只有3名球員射入超過100球。
一季內(聯賽)最多入球：
- 占美·格雷 - 37球（1927/28球季）

一季內(包括所有比賽)最多入球：
- 占美·路德福特 - 41球（1931/32球季）

最大勝仗：
- 11-1 蘇格蘭盃對史達蘭拉亞（1932年1月6日）

最大敗仗：
- 2-10 蘇格蘭甲組聯賽(頂級)對登地（1962年12月1日），門將佐治·法姆於比賽因傷退出致失10球，登地前鋒阿倫·基爾遜於這場射入7球，另外，該季登地於歐聯殺入4強被AC米蘭打敗。

最高主場觀眾數目：
- 26,552人 - 蘇格蘭盃第三圈對赫斯（1952年2月23日，輸1:3）

最高入場數目(任何比賽)：
- 58,975人 - 蘇格蘭聯賽盃4強重賽對格流（1950年4月5日，輸0:3）
- 52,924人 - 於4日前的第一場（賽和1:1）

最高聯賽分數(2分勝仗)：
- 55（1985/86球季蘇乙[第二級]）

最高聯賽入數(3分勝仗)：
- 67（2001/02球季蘇乙[第三級]）

最多國際賽上陣球員：
- 比利·侯利斯頓（3次上陣，主場對北愛爾蘭取勝並入2球，作客溫布萊對英格蘭、主場對法國）

首位替南部皇后取得四項賽事錦標的球員：
- 占·湯臣和安迪·艾堅（替球會贏得2001/2002年球季的乙組聯賽冠軍及2002/03年球季的挑戰盃冠軍;1997/98年蘇格蘭挑戰盃及2007/08年蘇格蘭足總盃）

最高轉會費：
- 安迪湯臣 - 25萬鎊賣給修安聯（1994年）

最快取得帽子戲法：
- 湯美·布賴斯 - 1分46秒（健力士紀錄）

距離龍門最遠入球：
- 賴恩·麥凱恩 - 84碼（2008年3月8日蘇格蘭盃8強2:0擊敗登地創出，等待健力士紀錄確認）

首位球員取得四項賽事錦標：
- 安迪·高林 - 2002/03年球季蘇格蘭挑戰盃決賽2:0擊敗布里錢城達成了這個創舉。

首場蘇格蘭聯賽採用泛光燈照明：
- 1956年3月7日於伊博斯公園對格流。

蘇格蘭球場最高的泛光燈燈塔：
- 於1958年10月29日首度啟用，高85英呎（26米），是蘇格蘭最高的泛光燈燈塔。

最老效力球員：
- 艾利·麥利洛 - 1992年4月於聯賽對聖美倫，此球員兼教練上陣足90分鐘。下半場博得12碼並親自射入，最終以7:1大勝並引起哄動。當時他已經61歲。

## 外部連結
- 官方網站（页面存档备份，存于）